# ساکانواوئه کاریتامارو
ساکانواوئه کاریتامارو انگلیسی: 坂上 苅田麿 Sakanoue no Karitamaro; ۱ ژانویهٔ ۰۷۲۸ – ۱۴ فوریهٔ ۰۷۸۶) سامورایی، چینجوفو-شوگون در دوره نارا اهل ژاپن بود. وی پدر ساکانواوئه نو تامورامارو بود.